# 極性運輸
极性运输（英文：polar transport）是生长素的运输方式，是一种主动运输，由遗传物质决定，不受重力影响。生长素也是已知唯一一种具有极性运输性质的植物激素。研究表明，在胚芽鞘、芽、幼叶和幼根中，生长素只能从形态学上端运输到形态学下端，而不能反过来运输，也就是只能单方向地运输，即只能发生极性运输。

## 化学渗透模型
化学渗透模型解释了在活体植物细胞朝向植物体基部(basipetal)运输生长素的情形。
生长素进入细胞可以通过被动扩散或质膜上极性分布的生长素输入载体介导两种方式完成。由输入载体介导的生长素流入细胞可以使生长素逆浓度梯度运输，也可以防止生长素因被动扩散进入邻近的细胞中，从而保证了不同细胞和组织中生长素的适宜浓度与分布。植物质体外运输路径的pH值约为5，大约半数的IAA生长激素在这个pH值下会失去H+。生长激素运输蛋白(auxin efflux carrier protein) 运送带负电的IAA进入细胞；而质子化的IAA能透过扩散作用通过细胞膜。
一进入细胞内部，它便无法经由扩散作用离开细胞，因为使细胞质pH值维持在7(中性)左右。由于IAA在这个pH值下具有极性，又因为细胞膜不能让离子直接扩散通过，所以带负电的IAA的运输必须透过一种生长激素运输蛋白以主动运输的方式才能运输出细胞。生长素输出载体是一种复合物，由调节亚基-NPA结合蛋白和催化亚基-PIN（Pin-formed）蛋白两成分组成。生长素在植物组织中的极性运输很大程度上归功于高度调控、极性定位的输出载体PIN蛋白。拟南芥PIN蛋白的突变体将失去极性运输性质，形成大头针状表型，这亦是其名称的来源。这是积聚离子梯度(ion trapping) 的例子之一。

## 极性运输的抑制剂
- 人工合成的抑制剂：NPA（N-1-萘基邻苯二甲酸酯）、TIBA（2,3,5-三碘苯甲酸）、NOA（1-萘氧基乙酸）、gravacin等。NPA、TIBA、gravacin是生长素输出的抑制剂，而NOA是生长素输入的抑制剂。
- 天然的抑制剂：槲皮素、木黄酮等黄酮类物质。

## 备注
1. ↑  basipetal是指「朝向植物体基部」，并不是指植物根部，而是指类似端点的性质，像是顶芽往下运输、根部分生组织向上运输。